# Vlag van Pest

Vlag van Pest
(ratio 1:2)

De vlag van Pest werd op 25 januari 1991 aangenomen als de vlag van de Hongaarse comitaat Pest. De vlag bestaat uit twee even hoge banen blauw en geel met het wapen richting de mastzijde. Daarboven staat met een boog in gouden letters pest megye.
De comitaten Pest aan de oostzijde en Pilis aan de westzijde van de Donau waren al verenigd toen in 1659 Solt werd toegevoegd tot het comitaat Pest-Pilis-Solt met als hoofd de paltsgraaf Franciscus Wesselenyi. In 1660 werd het wapen verleend. Het is nog onduidelijk of het wapen afkomstig is van het familiewapen van Wesselenyi – een leeuw met drie rozen in zijn linker klauw – of dat de leeuw, kroon en rijksappel staan voor de vele kroningen die in deze palts hebben plaatsgevonden. De in Pest gelegen stad Visegrád was vanaf 1325 tot 1405 de verblijfplaats van Hongaarse koningen, voordat ze naar Boeda verhuisden. In 1950 werd de naam van het comitaat veranderd in Pest. Na de communistische periode, waarin geen wapens geduld werden, werd het oude wapen in 1991 weer in ere hersteld.